# Eppan an der Weinstraße
Eppan an der Weinstraße (wł. Appiano sulla Strada del Vino)  – miejscowość i gmina we Włoszech, w regionie Trydent-Górna Adyga, w prowincji Bolzano.
Liczba mieszkańców gminy wynosiła 14 013 (dane z roku 2009). Język niemiecki jest językiem ojczystym dla 87,16%, włoski dla 12,47%, a ladyński dla 0,37% mieszkańców (2001).